# هیدریل (کالیفرنیا)
هیدریل (به انگلیسی: Hydril) یک منطقهٔ مسکونی در ایالات متحده آمریکا است که در شهرستان کینگز، کالیفرنیا واقع شده‌است. هیدریل ۳۱۹ متر بالاتر از سطح دریا واقع شده‌است.